# Ordine del Cavaliere di Madara
L'Ordine del Cavaliere di Madara è un Ordine cavalleresco bulgaro.

## Storia
L'Ordine è stato fondato il 4 agosto 1966.
L'Ordine, decaduto dopo la fine del comunismo, è stato ristabilito il 29 maggio 2003.

## Classi
L'Ordine dispone delle seguenti classi di benemerenza:
- Cavaliere di I Classe
- Cavaliere di II Classe

| Insegne                | Insegne               |
| ---------------------- | --------------------- |
|                        |                       |
| Nastri                 |                       |
| Cavaliere di II Classe | Cavaliere di I Classe |

## Assegnazione
L'Ordine viene assegnato per contributi particolarmente grandi al consolidamento delle relazioni bilaterali con la Bulgaria.

## Insegne
- Il nastro è bianco con bordi rossi e verdi.